# Giro del Piemonte

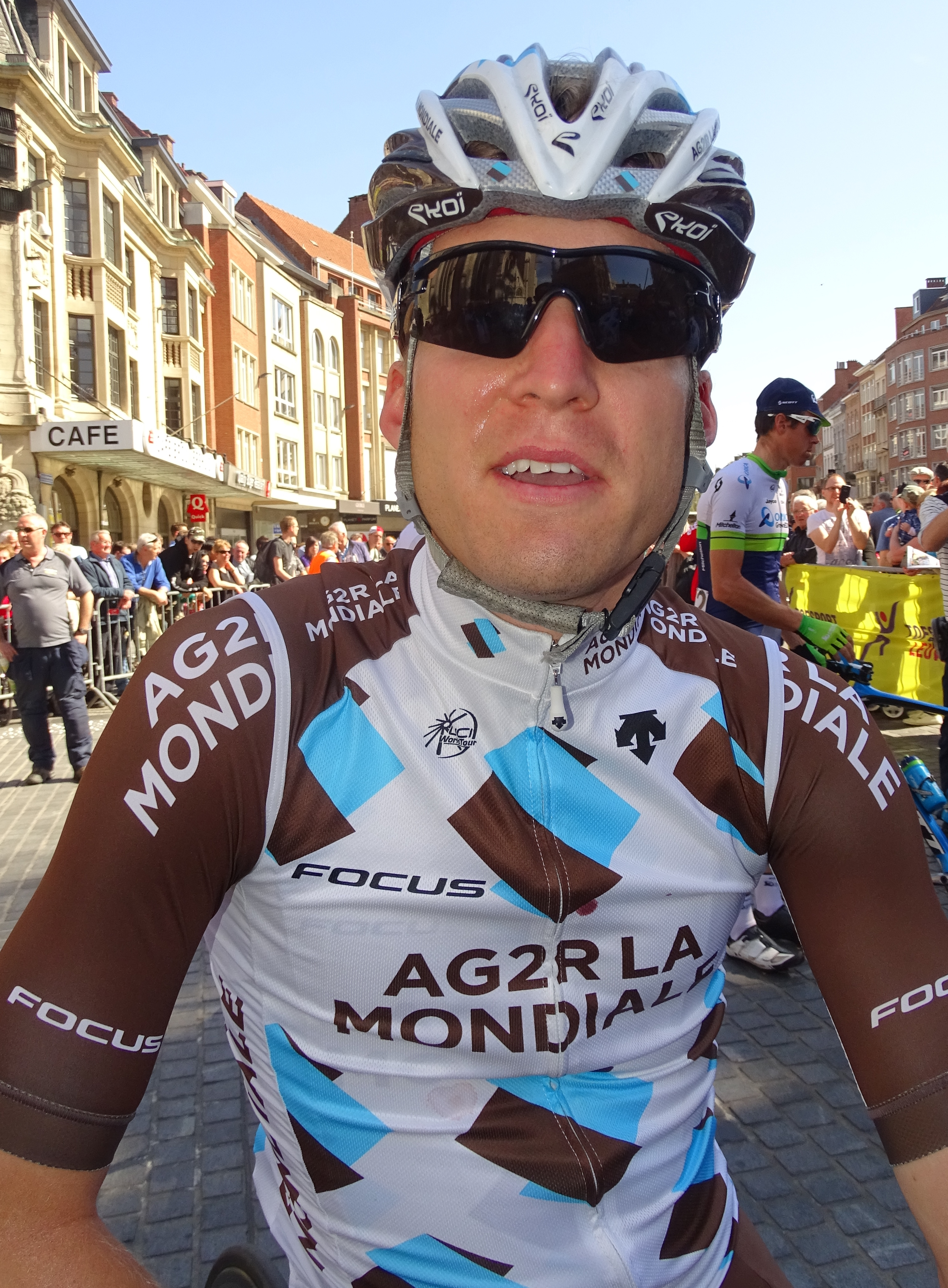
Jan Bakelants ganhou a edição de 2015.

Giro del Piemonte é uma semi-clássica corrida anual de ciclismo de estrada em Piemonte, Itália, atualmente ela faz parte da UCI Europe Tour. 

## Palmarés
Em amarelo: edição amadora.
| Ano       | Ganhador                                      | Segundo                                       | Terceiro                                      |
| --------- | --------------------------------------------- | --------------------------------------------- | --------------------------------------------- |
| 1906      | Giovanni Gerbi                                | Battista Danesi                               | Luigi Ganna                                   |
| 1907      | Giovanni Gerbi                                | Carlo Galetti                                 | Mario Gaioni                                  |
| 1908      | Giovanni Gerbi                                | Luigi Chiodi                                  | Carlo Galetti                                 |
| 1909      | Não disputada                                 | Não disputada                                 | Não disputada                                 |
| 1910      | Vincenzo Borgarello                           | Pietro Aimo                                   | Cesare Zanzottera                             |
| 1911      | Mario Bruschera                               | Carlo Galetti                                 | Giuseppe Santhià                              |
| 1912      | Costantino Costa                              | Francesco Innocenti                           | Pasquale Uzzo                                 |
| 1913      | Romolo Verde                                  | Marcello Sussio                               | Giovanni Abellono                             |
| 1914      | Giuseppe Santhià                              | Angelo Gremo                                  | Costante Girardengo                           |
| 1915      | Natale Bosco                                  | Nuvola                                        | Federico Gay                                  |
| 1916      | Francesco Cerutti                             | Paride Ferrari                                | Giovanni Abellono                             |
| 1917      | Domenico Schierano                            | Francesco Cerutti                             | Ugo Ruggeri                                   |
| 1918      | Ugo Bianchi                                   | Lorenzo Sinchetto                             | Nino Ronco                                    |
| 1919      | Costante Girardengo                           | Gaetano Belloni                               | Angelo Gremo                                  |
| 1920      | Costante Girardengo                           | Alfredo Sivocci                               | Gaetano Belloni                               |
| 1921      | Giovanni Brunero                              | Giuseppe Azzini                               | Alfredo Sivocci                               |
| 1922      | Angelo Gremo                                  | Bartolomeo Aimo                               | Costante Girardengo                           |
| 1923      | Bartolomeo Aimo                               | Camillo Arduino                               | Angelo Gremo                                  |
| 1924      | Costante Girardengo                           | Federico Gay                                  | Bartolomeo Aimo                               |
| 1925      | Gaetano Belloni                               | Bartolomeo Aimo                               | Alfredo Binda                                 |
| 1926      | Alfredo Binda                                 | Giovanni Brunero                              | Costante Girardengo                           |
| 1927      | Alfredo Binda                                 | Battista Giuntelli                            | Antonio Negrini                               |
| 1928      | Marco Giuntelli                               | Battista Giuntelli                            | Amulio Viarengo                               |
| 1929      | Antonio Negrini                               | Alfredo Binda                                 | Battista Giuntelli                            |
| 1930      | Ambrogio Morelli                              | Aldo Canazza                                  | Fabio Battesini                               |
| 1931      | Mario Cipriani                                | Guglielmo Marin                               | Giovanni Firpo                                |
| 1932      | Giuseppe Martano                              | Giuseppe Olmo                                 | Felice Lessona                                |
| 1933      | Antonio Folco                                 | Andrea Minasso                                | Battista Astrua                               |
| 1934      | Learco Guerra                                 | Giuseppe Martano                              | Domenico Piemontesi                           |
| 1935      | Aldo Bini                                     | Domenico Piemontesi                           | Romeo Rossi                                   |
| 1936      | Aldo Bini                                     | Giuseppe Olmo                                 | Giovanni Cazzulani                            |
| 1937      | Gino Bartali                                  | Fausto Montesi                                | Severino Canavesi                             |
| 1938      | Pietro Rimoldi                                | Severino Canavesi                             | Aldo Bini                                     |
| 1939      | Gino Bartali                                  | Cesare Del Cancia                             | Fausto Coppi                                  |
| 1940      | Cino Cinelli                                  | Aldo Bini                                     | Osvaldo Bailo                                 |
| 1941      | Aldo Bini                                     | Gino Bartali                                  | Osvaldo Bailo                                 |
| 1942      | Fiorenzo Magni                                | Gino Bartali                                  | Pierino Favalli                               |
| 1943-1944 | Não disputada devido a Segunda Guerra Mundial | Não disputada devido a Segunda Guerra Mundial | Não disputada devido a Segunda Guerra Mundial |
| 1945      | Secondo Barisone                              | Carlo Rebella                                 | Primo Volpi                                   |
| 1946      | Sergio Maggini                                | Antonio Covolo                                | Antonio Bevilacqua                            |
| 1947      | Vito Ortelli                                  | Aldo Ronconi                                  | Mario Vicini                                  |
| 1948      | Renzo Soldani                                 | Dino-Placido Ottusi                           | Andrea Carrea                                 |
| 1949      | Adolfo Leoni                                  | Fausto Coppi                                  | Fiorenzo Magni                                |
| 1950      | Alfredo Martini                               | Sergio Pagliacci                              | Loretto Petrucci                              |
| 1951      | Gino Bartali                                  | Pasquale Fornara                              | Vincenzo Rossello                             |
| 1952      | Giorgio Albani                                | Luciano Maggini                               | Ettore Milano                                 |
| 1953      | Fiorenzo Magni                                | Loretto Petrucci                              | Giorgio Albani                                |
| 1954      | Nino Defilippis                               | Alfredo Martini                               | Angelo Conterno                               |
| 1955      | Giuseppe Minardi                              | Angelo Conterno                               | Adolfo Grosso                                 |
| 1956      | Fiorenzo Magni                                | Pasquale Fornara                              | Pietro Giudici                                |
| 1957      | Silvano Ciampi                                | Giuliano Michelon                             | Giacomo Fini                                  |
| 1958      | Nino Defilippis                               | Alessandro Fantini                            | Arrigo Padovan                                |
| 1959      | Silvano Ciampi                                | Aldo Moser                                    | Arrigo Padovan                                |
| 1960      | Alfredo Sabbadin                              | Nello Fabbri                                  | Carlo Bugnami                                 |
| 1961      | Angelo Conterno                               | Joseph Hoevenaers                             | Giovanni Pettinati                            |
| 1962      | Vito Taccone                                  | Franco Cribiori                               | Graziano Battistini                           |
| 1963      | Adriano Durante                               | Italo Zilioli                                 | Franco Cribiori                               |
| 1964      | Willy Bocklant                                | Jaime Alomar                                  | Guido Carlesi                                 |
| 1965      | Romeo Venturelli                              | Roberto Poggiali                              | Dino Zandegù                                  |
| 1966      | Rudi Altig                                    | Franco Bitossi                                | Gianni Motta                                  |
| 1967      | Guido De Rosso                                | Roberto Ballini                               | Mario Di Toro                                 |
| 1968      | Não disputada                                 | Não disputada                                 | Não disputada                                 |
| 1969      | Marino Basso                                  | Ole Ritter                                    | Cesarino Carpanelli                           |
| 1970      | Italo Zilioli                                 | Mauro Simonetti                               | Franco Balmamion                              |
| 1971      | Felice Gimondi                                | Gianni Motta                                  | Giorgio Favaro                                |
| 1972      | Eddy Merckx                                   | Felice Gimondi                                | Wladimiro Panizza                             |
| 1973      | Felice Gimondi                                | Marcello Bergamo                              | Giancarlo Polidori                            |
| 1974      | Francesco Moser                               | -                                             | Costantino Conti                              |
| 1975      | Não disputada                                 | Não disputada                                 | Não disputada                                 |
| 1976      | Fusão com Milano-Torino                       | Fusão com Milano-Torino                       | Fusão com Milano-Torino                       |
| 1977      | Roger De Vlaeminck                            | Giuseppe Saronni                              | Bernt Johansson                               |
| 1978      | Gianbattista Baronchelli                      | Clyde Sefton                                  | Riccardo Magrini                              |
| 1979      | Silvano Contini                               | Wladimiro Panizza                             | Gianbattista Baronchelli                      |
| 1980      | Gianbattista Baronchelli                      | Wladimiro Panizza                             | Giovanni Battaglin                            |
| 1981      | Marino Amadori                                | Bruno Wolfer                                  | Luciano Rabottini                             |
| 1982      | Faustino Rupérez                              | Pascal Jules                                  | Michaël Wilson                                |
| 1983      | Guido Bontempi                                | Sean Kelly                                    | Francesco Moser                               |
| 1984      | Christian Jourdan                             | Acácio Da Silva                               | Teun van Vliet                                |
| 1985      | Charly Mottet                                 | Urs Zimmermann                                | Robert Millar                                 |
| 1986      | Gianni Bugno                                  | Enrico Grimani                                | Jean-François Bernard                         |
| 1987      | Adrie van der Poel                            | Eric Van Lancker                              | Adriano Baffi                                 |
| 1988      | Rolf Gölz                                     | Gianni Bugno                                  | Marco Lietti                                  |
| 1989      | Claudio Chiappucci                            | Soren Lilholt                                 | Per Pedersen                                  |
| 1990      | Franco Ballerini                              | Dante Rezze                                   | Kim Andersen                                  |
| 1991      | Djamolidine Abdoujaparov                      | Frédéric Moncassin                            | Sammie Moreels                                |
| 1992      | Erik Breukink                                 | Stephen Roche                                 | Alex Zülle                                    |
| 1993      | Beat Zberg                                    | Laurent Dufaux                                | Fabrizio Bontempi                             |
| 1994      | Nicola Miceli                                 | Roberto Petito                                | Peter Meinert                                 |
| 1995      | Claudio Chiappucci                            | Stefano Zanini                                | Davide Cassani                                |
| 1996      | Richard Virenque                              | Andrea Tafi                                   | Mauro Gianetti                                |
| 1997      | Gianluca Bortolami                            | Paolo Lanfranchi                              | Biagio Conte                                  |
| 1998      | Marco Serpellini                              | Daniele Nardello                              | Stefano Colagé                                |
| 1999      | Andrea Tafi                                   | Marco Serpellini                              | Sergio Barbero                                |
| 2000      | Não disputada devido a inundação na região    | Não disputada devido a inundação na região    | Não disputada devido a inundação na região    |
| 2001      | Nico Mattan                                   | Fabio Sacchi                                  | Matthé Pronk                                  |
| 2002      | Luca Paolini                                  | Matthias Kessler                              | Gianluca Bortolami                            |
| 2003      | Alessandro Bertolini                          | Thomas Liese                                  | Angelo Lopeboselli                            |
| 2004      | Allan Davis                                   | Alberto Ongarato                              | Francesco Chicchi                             |
| 2005      | Murilo Fischer                                | Steven de Jongh                               | Paride Grillo                                 |
| 2006      | Daniele Bennati                               | Grégory Rast                                  | Gene Bates                                    |
| 2007      | Não disputada por falta de patrocinadores     | Não disputada por falta de patrocinadores     | Não disputada por falta de patrocinadores     |
| 2008      | Daniele Bennati                               | Luca Paolini                                  | Alexandre Usov                                |
| 2009      | Philippe Gilbert                              | Daniel Moreno                                 | Francesco Gavazzi                             |
| 2010      | Philippe Gilbert                              | Leonardo Bertagnolli                          | Matti Breschel                                |
| 2011      | Daniel Moreno                                 | Greg Van Avermaet                             | Luca Paolini                                  |
| 2012      | Rigoberto Urán                                | Luca Paolini                                  | Gorka Verdugo                                 |
| 2013-2014 | Não disputada por problemas financeiros       | Não disputada por problemas financeiros       | Não disputada por problemas financeiros       |
| 2015      | Jan Bakelants                                 | Matteo Trentin                                | Sonny Colbrelli                               |
| 2016      | Giacomo Nizzolo                               | Fernando Gaviria                              | Daniele Bennati                               |
| 2017      | Fabio Aru                                     | Diego Ulissi                                  | Rinaldo Nocentini                             |
| 2018      | Sonny Colbrelli                               | Florian Sénéchal                              | Davide Ballerini                              |
| 2019      | Egan Bernal                                   | Iván Sosa                                     | Nans Peters                                   |
| 2020      | George Bennett                                | Diego Ulissi                                  | Mathieu van der Poel                          |
| 2021      | Matthew Walls                                 | Giacomo Nizzolo                               | Olav Kooij                                    |
| 2022      | Iván García Cortina                           | Matej Mohorič                                 | Alexis Vuillermoz                             |

## Palmarés por países
| País          | Vitorias |
| ------------- | -------- |
| Itália        | 91       |
| Bélgica       | 7        |
| França        | 3        |
| Países Baixos | 2        |
| Alemanha      | 2        |
| Espanha       | 2        |
| Austrália     | 2        |
| Colômbia      | 2        |
| Uzbequistão   | 1        |
| Suíça         | 1        |
| Brasil        | 1        |
| Reino Unido   | 1        |